# Sky ProCycling/2012
Deze pagina geeft een overzicht van de Sky ProCycling-wielerploeg in 2012. Het team is dit seizoen een van de 18 teams die het recht hebben, maar ook de plicht, deel te nemen aan alle wedstrijden van de UCI World Tour.

## Algemeen
Sponsor: BSkyB
Algemeen manager: Dave Brailsford
Teammanager: Sean Yates
Ploegleiders: Steven de Jongh, Servais Knaven, Marcus Ljungqvist, Nicolas Portal
Fietsen: Pinarello
Kleding: Adidas
Budget: niet bekend
Kopmannen: Edvald Boasson Hagen, Mark Cavendish, Bradley Wiggins

## Renners
| Naam                 | Geboortedatum | Nationaliteit       | Ploeg 2011               |
| -------------------- | ------------- | ------------------- | ------------------------ |
| Davide Appollonio    | 02-06-1989    | Italië              |                          |
| Michael Barry        | 18-12-1975    | Canada              |                          |
| Edvald Boasson Hagen | 17-05-1987    | Noorwegen           |                          |
| Mark Cavendish       | 21-05-1985    | Verenigd Koninkrijk | Team HTC-High Road       |
| Alex Dowsett         | 03-10-1988    | Verenigd Koninkrijk |                          |
| Bernhard Eisel       | 17-02-1981    | Oostenrijk          | Team HTC-High Road       |
| Juan Antonio Flecha  | 17-09-1977    | Spanje              |                          |
| Chris Froome         | 20-05-1985    | Verenigd Koninkrijk |                          |
| Mathew Hayman        | 20-04-1978    | Australië           |                          |
| Sergio Henao         | 10-12-1987    | Colombia            | Gobernacion de Antioquia |
| Jeremy Hunt          | 12-03-1974    | Verenigd Koninkrijk |                          |
| Peter Kennaugh       | 15-06-1989    | Verenigd Koninkrijk |                          |
| Christian Knees      | 05-03-1981    | Duitsland           |                          |
| Thomas Lövkvist      | 04-04-1984    | Zweden              |                          |
| Lars Petter Nordhaug | 14-05-1984    | Noorwegen           |                          |
| Danny Pate           | 24-03-1979    | Verenigde Staten    | Team HTC-High Road       |
| Richie Porte         | 30-01-1985    | Australië           | Saxo Bank-Sungard        |
| Salvatore Puccio     | 31-08-1989    | Italië              | Team Hopplà              |
| Michael Rogers       | 20-12-1979    | Australië           |                          |
| Luke Rowe            | 10-03-1990    | Verenigd Koninkrijk | neo                      |
| Kanstantsin Sivtsov  | 09-08-1982    | Wit-Rusland         | Team HTC-High Road       |
| Ian Stannard         | 25-05-1987    | Verenigd Koninkrijk |                          |
| Chris Sutton         | 10-09-1984    | Australië           |                          |
| Ben Swift            | 06-12-1987    | Verenigd Koninkrijk |                          |
| Geraint Thomas       | 25-05-1986    | Verenigd Koninkrijk |                          |
| Rigoberto Urán       | 26-01-1987    | Colombia            |                          |
| Bradley Wiggins      | 28-04-1980    | Verenigd Koninkrijk |                          |
| Xabier Zandio        | 17-03-1977    | Spanje              |                          |

## Belangrijke overwinningen
| Tour Down Under Puntenklassement: Edvald Boasson Hagen Ronde van Qatar 3e etappe: Mark Cavendish 5e etappe: Mark Cavendish Trofeo Deià Winnaar: Lars Petter Nordhaug Ronde van de Algarve 2e etappe: Edvald Boasson Hagen 3e etappe: Richie Porte 5e etappe (individuele tijdrit): Bradley Wiggins Eindklassement: Richie Porte Kuurne-Brussel-Kuurne Winnaar: Mark Cavendish Tirreno-Adriatico 2e etappe: Mark Cavendish 3e etappe: Edvald Boasson Hagen Parijs-Nice 8e etappe (klimtijdrit): Bradley Wiggins Eindklassement: Bradley Wiggins Puntenklassement: Bradley Wiggins Ronde van Catalonië 4e etappe: Rigoberto Urán Internationaal Wegcriterium Ploegenklassement: Lars Petter Nordhaug, Chris Froome, Thomas Lövkvist, Salvatore Puccio, Michael Rogers, Luke Rowe Ronde van Romandië Proloog: Geraint Thomas 1e etappe: Bradley Wiggins 5e etappe: Bradley Wiggins Eindklassement: Bradley Wiggins Ploegenklassement: Bradley Wiggins, Richie Porte, Michael Rogers, Kanstantsin Sivtsov, Chris Froome, Danny Pate, Mark Cavendish, Geraint Thomas | Ronde van Italië 2e etappe: Mark Cavendish 5e etappe: Mark Cavendish 13e etappe: Mark Cavendish Jongerenklassement: Rigoberto Urán Ronde van Noorwegen 4e etappe: Edvald Boasson Hagen Eindklassement: Edvald Boasson Hagen Ronde van Beieren 2e etappe: Michael Rogers 4e etappe: Michael Rogers Eindklassement: Michael Rogers Critérium du Dauphiné 3e etappe: Edvald Boasson Hagen 4e etappe (individuele tijdrit): Bradley Wiggins Eindklassement: Bradley Wiggins Ster ZLM Toer Eindklassement: Mark Cavendish Nationale kampioenschappen Noorwegen - wegwedstrijd: Edvald Boasson Hagen Verenigd Koninkrijk - wegwedstrijd: Ian Stannard Verenigd Koninkrijk - tijdrit: Alex Dowsett Ronde van Frankrijk 2e etappe: Mark Cavendish 7e etappe: Chris Froome 9e etappe (individuele tijdrit): Bradley Wiggins 18e etappe: Mark Cavendish 19e etappe (individuele tijdrit): Bradley Wiggins 20e etappe: Mark Cavendish Eindklassement: Bradley Wiggins | Ronde van Polen 2e etappe: Ben Swift 5e etappe: Ben Swift Puntenklassement: Ben Swift Ronde van Denemarken 3e etappe: Lars Petter Nordhaug 6e etappe: Mark Cavendish GP Ouest France-Plouay Winnaar: Edvald Boasson Hagen Grote Prijs van Montréal Winnaar: Lars Petter Nordhaug Ronde van Groot-Brittannië 1e etappe: Luke Rowe 3e etappe: Mark Cavendish 4e etappe: Mark Cavendish 8e etappe: Mark Cavendish Ronde van Piemonte Winnaar: Rigoberto Urán Ronde van Peking Puntenklassement: Edvald Boasson Hagen |

## Overwinningen op de piste
WK baanwielrennen
Scratch: Ben Swift
Ploegenachtervolging: Peter Kennaugh en Geraint Thomas (samen met Ed Clancy en Steven Burke)
2010 · 2011 · 2012 · 2013 · 2014 · 2015 · 2016 · 2017 · 2018 · 2019 · 2020 · 2021 · 2022 · 2023 · 2024 · 2025
AG2R-La Mondiale · Astana · BMC Racing Team · Euskaltel-Euskadi · FDJ-Big Mat · Team Garmin-Sharp-Barracuda · Katjoesja · Lampre-ISD · Liquigas-Cannondale · Lotto-Belisol · Team Movistar · Omega Pharma-Quick Step · Orica-GreenEdge · Rabobank · RadioShack-Nissan-Trek · Saxo Bank-Tinkoff Bank · Sky ProCycling · Vacansoleil-DCM